# Seneferibrê Senousert
Pour les articles homonymes, voir Sésostris.
Seneferibrê Senousert IV (ou Sésostris IV) est un roi d'Égypte de la Deuxième Période intermédiaire.

## Attestations
Le Canon royal de Turin ne le mentionne pas, probablement affecté par la grosse lacune qui suit Merkaourê Sobekhotep. Seneferibrê Senousert est attesté sur la liste de Karnak sous son nom Senefer[...]rê, à la position 56. La plus importante attestation contemporaine du roi est une statue colossale de 2,75 m de haut, sculptée en granit rose et découverte à Karnak en 1901 par Georges Legrain. Parmi les autres attestations, on peut citer un bloc de Tôd et l'angle supérieur droit d'une stèle découverte en 1907 par Georges Legrain à Karnak et sur laquelle est inscrite la date 1re année, 2e mois de Chémou, 1er jour du règne de Seneferibrê Senousert IV,. Enfin, un linteau d'Edfou et une lame de hache portant le nom de Sa-Rê Senousert ont également été attribués à Seneferibrê Senousert sur la base de considérations stylistiques, mais dans le cas de la lame de hache, certains l'ont attribuée à Sésostris Ier.

## Position chronologique
Selon Jürgen von Beckerath, Claude Vandersleyen et Julien Siesse, Seneferibrê Senousert appartenait à la fin de la XIIIe dynastie,,, tandis que Kim Steven Bardrum Ryholt le classe comme un roi de la XVIe dynastie avec une position incertaine dans la dynastie, ou bien Norbert Dautzenberg propose que Seneferibrê Senousert fasse partie de la XVIIe dynastie. Dautzenberg fonde cette hypothèse sur sa lecture de l'entrée 11.4 du Canon royal de Turin comme se référant à Seneferibrê Senousert. Il attribue également à ce roi des graffitis sur une porte du temple de Montou à Médamoud mentionnant un roi Senousert, puisque la porte a été décorée par Sekhemrê-Ouadjkhâou Sobekemsaf Ier, qui vivait, selon lui, au début de la XVIIe dynastie. Les deux arguments sont rejetés par Ryholt : tout d'abord, Ryholt note que le nom à la position 11.4 du Canon royal de Turin n'est pas compatible avec celui de Seneferibrê Senousert et deuxièmement, il observe que la porte du temple de Montou à Médamoud a été construite par Sésostris III ; les graffitis sont donc susceptibles de se référer à ce roi plutôt qu'à Seneferibrê Senousert IV. Dans le nouvel arrangement, la dynastie de Seneferibrê Senousert IV est laissée partiellement indéterminée, étant simplement classée comme étant de la fin de la XIIIe dynastie au début de la XVIIe dynastie.